# Klaus Wowereit
Klaus Wowereit (Berlino, 1º ottobre 1953) è un ex politico tedesco.

## Biografia
Nel 1973 ottiene la licenza liceale alla Ulrich-von-Hutten-Oberschule a Berlino-Lichtenrade; negli anni dal 1973 al 1979 studia giurisprudenza alla Freie Universität Berlin dove nello stesso anno sostiene il primo esame di stato e nel 1982 il secondo esame di stato.
Nel 1979 inizia la carriera politica nel Partito Socialdemocratico di Germania (SPD) con vari incarichi a livello locale sia nell'ambito della amministrazione della città che del partito.
Dal 1995 al 1999 è vicepresidente della SPD a Berlino, in seguito, fino al 2001 è il presidente della SPD a Berlino.
Il 16 giugno 2001 è eletto sindaco della capitale tedesca, dove viene riconfermato anche nella successiva elezione del 17 gennaio 2002 e nell'elezione del 17 settembre 2006, verrà però eletto, con grande sorpresa, dal parlamento cittadino solo alla seconda votazione.
Il 26 agosto 2014, in seguito alle critiche giunte al suo governo anche dal proprio partito, ha annunciato le sue dimissioni dalla carica per il successivo 11 dicembre e il suo ritiro dalla vita politica.

## Curiosità
- È divenuto popolare in tutta la Germania il modo che egli ha utilizzato, poco prima della nomina a sindaco, per dichiararsi omosessuale:

"Ich bin schwul, und das ist auch gut so!" (Sono omosessuale, e va bene così!). È diventato così il primo leader di un Land tedesco, e quindi primo politico tedesco mediamente rilevante, a dichiararsi pubblicamente omosessuale.